# Словарь русских личных имён
«Словарь русских личных имен» — словарь русских личных имён составленный Н. А. Петровским, работавшим над ним 20 лет, вышедший в издательстве «Советская энциклопедия» в 1966 году. Считается первым советским справочником по русским именам:

«Словарь русских личных имен» Н. А. Петровского — первый серьезный опыт издания русских имен в советской лексикографии. В нем представлено около 2600 полных имен, которые встречаются в наше время, а также около 25 тысяч производных от них уменьшительных форм.— С. И. Зинин — Н. А. Петровский. «Словарь русских личных имен» // Филилогические науки, № 1(43), 1968 год

## Содержание
Словарь содержит около 2600 личных имен, бытующих или бытовавших в русских семьях.
Словарь состоит из двух частей — перечня русских имён с соответствующими словарными статьями и указателя к уменьшительным формам (некоторые из которых являются производными от разных имён и приводятся и в первой части).
При именах даются указания на происхождение имени (этимологическая справка).
В соответствии с особенностью русского языка ко всем мужским именам даются формы отчеств.
Издания после 1990 года дополнены именами из святцев и информацией о днях празднования соответствующим святым: из православных святцев и из католических.
В приложении к изданиям после 2000 года даны популярные рассказы об именах (автор — Т. С. Александрова).

## Издания
- Словарь русских личных имен: около 2600 имен. — Москва: Советская энциклопедия, 1966. — 384 с.
- Словарь русских личных имен: около 2600 имен. — 2-е изд., стереотип. — М.: Русский язык, 1980. — 384 с.
- Словарь русских личных имен: около 2600 имен. — 3-е изд., стереотип. — М.: Русский язык, 1984. — 384 с
- Словарь русских личных имен: около 3000 имен. — 4-е изд., доп. — М.: Русские словари, 1995. — 414 с.
- Словарь русских личных имен: около 3000 имен. — 5-е изд., доп. — М.: Русские словари, 1996. — 477 с.
- Словарь русских личных имен: более 3000 имен. — 6-е изд., стер. — М.: Русские словари, 2000. — 477 c.
- Словарь русских личных имен: более 3000 имен. — 7-е изд., стер. — М.: АСТ, 2005. — 477 с.

## О словаре
Работа над словарём велась автором с 1947 по 1966 год. Автор посвятил свой труд «незабвенной памяти родителей моих».
Как указано в издательском предисловии к первому изданию — словарь является «опытом словаря» и его нельзя считать нормативным, рекомендательным справочником.
Одной из целью издания своего труда автор назвал изменившийся порядок именования младенцев после Октябрьской революции, по сравнению с периодом Российской империи:

Почему на Руси было так много Иванов? Да по той простой причине, что имя Иван (Иоанн) в полных святцах встречается 170 раз (!), т. е. почти через день. Ребёнку можно было дать только то имя, которое имелось в святцах. Правда, иногда священник шел на уступки и по просьбе родителей давал другое имя, которое на данный день в святцах не значилось.
По мнению автора, недостаток в знаниях о русских именах привёл к тенденции с 1917 года давать имена редкие (Белая ночь), «революционные» (Серп-и-Молот), а также иностранные (Жан-Поль-Марат), что в сочетании с русскими фамилиями имело курьёзный вид: Революция Кузьминична или Диана Кривоногова, а также породило «моду» на имена, из-за чего бывало, что в школьном классе у половины учеников были одинаковые имена.
Автор, отмечая наличие словарей русских имён — А. А. Угрюмова «Русские имена» (1961) и А. В. Суперанской «Как вас зовут?» (1964), указывал на малое число имён в них.

## Оценки
Как заметил Н. М. Шанский — труд как первый опыт составления такого словаря — неполон по материалу и не совершенен, но, как отметил В. Д. Бoндaлeтoв, издание этого словаря стало большим событием в антропонимике.
Рецензентами был дан ряд замечаний на словарь, так, например, неудобным было названо то, что имена приводятся по алфавиту вместе — и мужские и женские, а отбор имён производился автором в общем субъективно, отмечена недостаточность этимологического объяснения имён, указано на возможность улучшения словаря — дополнение его сведениями о частоте и местности распространённости имён. Но в целом работа получила высокую оценку:

Автором проделан огромный, поистине героический труд по сбору материала. Около двадцати лет продолжалась работа над ним. … И еще, что особенно хотелось подчеркнуть: труд, затраченный составителем, имеет ценность не только практическую, но и научную. Словарь, несомненно, привлечет интерес специалистов-филологов.— Е. Авксентьевская «Книга для всех» // Журнал «Знамя», № 3, 1968 год.

«Словарь» Н. А. Петровского можно оценивать с различных точек зрения, и степень оценки будет несколько колебаться в зависимости от позиции оценивающего. С точки зрения популяризации русских личных имен, объяснения их этимологии в популярной форме, особенно при выборе имени ребенку, «Словарь» Н. А. Петровского представляет большую ценность. Составитель сумел очень полно показать разнообразные возможности выбора личного имени, и в этом плане его словарь превосходит во много раз приводимые словники личных имен в работах Л. В. Успенского («Ты и твое имя»), А. Угрюмова («Русские имена»), А. В. Суперанской («Как вас зовут?»).— С. И. Зинин - Н. А. Петровский. Словарь русских личных имен» // Филилогические науки (Научные доклады высшей школы), № 1(43), 1968 год